# Hiroyuki Ooshima
Hiroyuki Ooshima est un auteur de bande dessinée né le 2 septembre 1975 à Tokyo.

## Biographie
Hiroyuki est né à Fukagawa dans l'arrondissement de Kôtô et a fait ses débuts dans le dessin à dix-sept ans, remarqué par Shûkan Shônen Jump qui lui a décerné un prix. Pendant ses études il est aussi illustrateur et travaille avec Daisuke Ihara sur la réalisation de Mangas. Une grande partie de ses œuvres se fait ensuite sous un format BD car, en contact depuis 2005 avec des auteurs français, il s'installe en France en 2008 et travaille sur de nombreux albums comme dessinateur ou coloriste, souvent en compagnie du scénariste Jean David Morvan. Il participe en 2011 à « Magnitude 9 - Des images pour le Japon », projet de l'équipe du Café salé visant à réunir des fonds pour les victimes du séisme de 2011 au Japon. Il travaille à Reims au sein de l'Atelier 510 TTC, et parraine en 2019 le lancement de l'Atelier Pielot (cours de BD et Manga) à Rouen.

## Publications en France
- 2006 : Spirou et Fantasio, des valises sous les bras (dessinateur) scénario de Jean David Morvan ;
- 2006 : Spirou et Fantasio, le guide de l'aventure à Tokyo (dessinateur) scénario de Jean David Morvan ;
- 2008 : Les Chroniques de Sillage, Tome 5 Le vaisseau-gîte au trésor, scénario de Jean David Morvan et Philippe Buchet ;
- 2011 : Crime School, tome 1 La rentrée des crasses (dessinateur et coloriste), scénario de Jean David Morvan ;
- 2012 : Crime School, tome 2 Bolos un jour, bolos toujours (dessinateur et coloriste), scénario de Jean David Morvan ;
- 2013 : Crime School, tome 3 Big apeul (dessinateur et coloriste), scénario de Jean David Morvan ;
- 2015 : Toys of war (dessinateur) scénario de Hage Gôtsuto ;
- 2018 : Reims, de Clovis à Jeanne d'Arc (dessinateur et coloriste), scénario de Jean David Morvan ;
- 2020 : Boris Vian - J'irai cracher sur vos tombes (coloriste), dessins de Rafael Ortiz et scénario de Jean David Morvan ;
- 2022 : Magnum génération(s) (coloriste), scénario de Jean-David Morvan et dessins de Arnaud Locquet, ScieTronc et Rafael Ortiz - éditions Caurette - prix France Info de la Bande dessinée d’actualité et de reportage 2023[3]  (ISBN 9782382890288).